# 郭元益糕餅博物館
郭元益糕餅博物館是台灣糕餅業者郭元益食品成立的博物館，分為位於臺北市士林區的台北士林館和桃園市楊梅區的桃園楊梅館。

## 概要

### 桃園楊梅館
2001年3月，郭元益食品在桃園縣幼獅工業區內成立糕餅博物館桃園楊梅館。
郭元益糕餅博物館桃園楊梅館的生產基地面積達17000坪，為全台唯一的宮殿式建築優良觀光工廠。來此賞清風、攬翠景，更可一覽糕餅製作的過程。2011年揭幕的綠標生活館，為台灣食品業第一座黃金級綠建築工場，以節能減碳、環境永續為主軸，提供樂活休閒新體驗，實施環境教育，另有糕餅製作流程參觀。

### 台北士林館
1867年，郭元益於士林老店以一根扁擔起家，即士林總店現址，一樓老店的嶄新風格展現郭元益與時俱進的創新精神，四、五樓博物館記錄了台灣餅食文化的軌跡，也提供國內外觀光遊客體驗手作糕餅的樂趣，讓糕餅傳承出新，融教育休閒文化於一體。
2002年8月，郭元益食品在臺北市士林區成立台北士林館。陳列內容為糕餅的演進以及台灣各種節慶與禮俗介紹、糕餅製作體驗。

## 外部連結
- 郭元益糕餅博物館 （页面存档备份，存于）
- 郭元益糕餅博物館 - 桃園觀光導覽網 （页面存档备份，存于）
- 郭元益糕餅博物館 - 交通部觀光局 （页面存档备份，存于）
- 郭元益糕餅博物館的Facebook專頁